# Araneus quietus
Araneus quietus là một loài nhện trong họ Araneidae.
Loài này thuộc chi Araneus. Araneus quietus được Eugen von Keyserling miêu tả năm 1887.